# انتخابات ریاست‌جمهوری بلاروس (۲۰۲۵)
انتخابات ریاست‌جمهوری بلاروس (۲۰۲۵) در ۲۶ ژانویه ۲۰۲۵ برگزار شد. در بلاروس، رئیس‌جمهور، مستقیماً برای یک دوره پنج ساله انتخاب می‌شود.
انتخابات در شرایطی مستبدانه برگزار شد که در آن دولت الکساندر لوکاشنکو، رئیس‌جمهور، مخالفان سیاسی را سرکوب و نامزدهای مخالف را از شرکت در انتخابات، منع کرده و رسانه‌های خبری مستقل را ممنوع یا سانسور کرد. به غیر از لوکاشنکو، چهار نامزد در رای‌گیری حضور داشتند. سه نفر از آنها نماینده احزاب طرفدار دولت بودند. نامزد چهارم، هانا کاناپاتسکایا، تنها نامزد رسمی مستقل بود، اما چهره‌های اپوزیسیون او را متهم کردند که یک معامله‌گر است.
پس از مشخص شدن نتیجه انتخابات که نشان‌دهنده پیروزی قاطع لوکاشنکو بود، این انتخابات توسط منتقدان تقلبی توصیف شد.